# Euphorbia hexagona
Euphorbia hexagona là một loài thực vật có hoa trong họ Đại kích. Loài này được Nutt. ex Spreng. mô tả khoa học đầu tiên năm 1826.